# Bregare
Bregare (bulgariska: Брегаре) är ett distrikt i Bulgarien.   Det ligger i kommunen Obsjtina Dolna Mitropolija och regionen Pleven, i den nordvästra delen av landet, 130 km nordost om huvudstaden Sofia.
Trakten runt Bregare består till största delen av jordbruksmark. Runt Bregare är det ganska glesbefolkat, med 35 invånare per kvadratkilometer.